# Jítkovo
Jítkovo (en rus: Житково) és un poble de l'óblast d'Ivànovo, a Rússia, que en el cens del 2010 tenia 2 habitants.